# Dorestad
Dorestad var en af de vigtigste handelssteder i det nordvestlige Europa fra 600-tallet til midten af 800-tallet. Stedet var beliggende ved det nuværende Wijk bij Duurstede, hvor floden Nederrijn (en sideflod til Rhinen) skifter navn til Lek ved resterne af en tidligere romersk fæstning muligvis Levefano.
I den tidligste byudvikling i Nederland fik Dorestad en fremtrædende stilling for handel og produktion. Dorestad var også et mødested mellem de kristne frankere og de ikke-kristne nordlige områder.
Dorestad var særlig kendt for, at der blev slået mønt. Fra omkring 640 var møntmesteren i Dorestad Madelinus. Senere blev der slået sceattas og karolingiske mønter på stedet.
Dorestad blev angrebet flere gange af nordiske vikinger: (834, 835, 844, 857 og 873). Dorestad mistede en stor del af sin betydning fra omkring 850 og blev et mindre jordbrugssamfund, men endnu i 896 nævnte kong Zwentibold af Lotharingia i dokumenter, at stedet fortsat havde handels- og byprivilegier.